# 만경군
| Daedongyeojido (Gyujanggak) 16-05.jpg | Daedongyeojido (Gyujanggak) 16-04.jpg |
| Daedongyeojido (Gyujanggak) 17-05.jpg | Daedongyeojido (Gyujanggak) 17-04.jpg |

만경(萬頃)은 전북특별자치도 김제시 서부에 위치했던 행정 구역이다. 1895년 23부제의 시행으로 만경현에서 군으로 승격하였다. 그 후 1896년 2월 3일 만경현의 섬(고군산군도 대부분)이 지도군으로 편입되었다. 1896년 8월 4일에 13도제 실시로 전북특별자치도 만경군이 되었다. 1906년에 월경지를 정리하면서 전주부의 월경지인 옛 이성현(利城縣) 지역을 편입하였다. 1914년에 김제군으로 병합되었다.

## 역사
본래 백제의 두내지현(豆奈只縣, 또는 豆乃山縣)이었는데, 663년 당나라 치하에서 순모(淳牟)로 고치어 고사주(古四州)의 영현으로 하였다. 757년(경덕왕 16) 만경으로 이름을 바꾸어 전주도독부 관내 김제군의 영현이 되었고, 한때 후백제에 속하기도 하였다. 고려시대에는 전주도 관내 임피현(臨陂縣)의 속현이었으나, 1106년(예종 1) 감무를 두어 현으로 승격시켰다. 이때에 임피현의 임내이던 부윤(富潤)과 이파산소(泥波山所)를 편입시켰다. 고려 말기에는 왜구의 침입이 잦았으며, 조선 초기에는 길곶산(吉串山)에 봉수를 설치하여 계화(界火)ㆍ사자산(獅子山)과 연결시켰다. 1620년(광해군 12) 혹심한 흉년으로 주민의 수가 격감하자 현이 폐지되어 김제군에 병합되었고, 2년 뒤 전주부에 이속되었다가 1634년(인조 12) 복구되었다. 1895년(고종 32) 군이 되어 전주부에 속하였다가 이듬해 전라북도에 예속되었다. 1906년 전주군의 월경지(越境地)인 이동면(利東面)ㆍ이북면(利北面)ㆍ이서면(利西面)을 편입시켰다. 1914년 행정구역 개편 때 고군산군도를 옥구군에, 나머지는 김제군에 분할, 병합하였다.

## 구역 대조
| 구한말 | 1914년        | 현재          | 현재                           |
| --- | ------------- | ------------- | ------------------------------ |
| 만경군 군내면(郡內面) 외신리/외동리/독곡리/중리/외서리/대문내리/남문내리/동문내리/산본리 일부/남산리 일부/송전리 일부, 장산리/대죽리/용동리/농촌리 일부/대동리 일부/산본리 일부/(북면)송하리 일부/(남일면)복흥리 일부/인흥리 일부, 소죽리/내죽리/소동리/대동리 일부/농촌리 일부/(남일면)복흥리 일부/(김제군 연산면)산치리 일부                                                                                             | 김제군 만경면 | 김제시 만경읍 | 만경리, 장산리, 대동리         |
| 만경군 북면(北面) 몽포리/몽서리/몽동리/봉회리/장등리/화양리 일부/옥산리 일부/(군내면)송전리 일부/산본리 일부, 화포리/장흥리 일부/창자리 일부/대토리 일부, 소토리/중흥리/율리/춘천리/대토리 일부/장흥리 일부/창자리 일부/(북일도면)공향리 일부/(김제군 마천면)신창리, 신덕리/제항리/송상리 일부/송중리 일부/송하리 일부/(김제군 마천면)송방리 일부                                                                          | 김제군 만경면 | 김제시 만경읍 | 몽산리, 화포리, 소토리, 송상리 |
| 만경군 상서면(上西面) 정서리/가실리 일부/정동리 일부/부동 일부/석교리 일부/(남이면)모산리 일부/나제리 일부, 상궐리/하궐리/신기리/석교리 일부/하수내리 일부/갈전리 일부/(북면)전중리 일부/대덕리 일부/(하이도면)종야리 일부, 다상리/다하리/신회리/효정리/정당리/갈전리 일부/가실리 일부/석교리 일부/(북면)광덕리 일부/대덕리 일부/화양리 일부/옥산리 일부                                                                   | 김제군 진봉면 | 김제시 진봉면 | 가실리, 상궐리, 정당리         |
| 만경군 하일도면(下一道面) 복흥리/규동리/심포리/남하리/안하리/길곶리/거전리/남상리 일부 | 김제군 진봉면 | 김제시 진봉면 | 심포리                         |
| 만경군 하이도면(下二道面) 석소리/석치리/인향리/고사리/종야리 일부/(하일도면)남상리 일부/(상서면)수하리 일부 | 김제군 진봉면 | 김제시 진봉면 | 고사리                         |
| 만경군 남일면(南一面) 탄상리/탄하리/옥동리/신점리 일부/복흥리 일부/다복리 일부/대목리 일부/소목리 일부/신등리 일부/(김제군 대촌면)연동리 일부, 대석리/용소리/소석리 일부/신평리 일부/신등리 일부/묘라리 일부/석동리 일부/도하리 일부/양지리 일부/소목리 일부, 묘후리/신흥리/묘라리 일부/인흥리/소석리 일부/다복리 일부/대목리 일부/(군내면)남산리 일부, 도상리/석동리 일부/도하리 일부/양지리 일부/묘라리 일부/신평리 일부 | 김제군 성덕면 | 김제시 성덕면 | 대목리, 대석리, 묘라리, 석동리 |
| 만경군 남이면(南二面) 남포리 일부/고현리 일부/나제리 일부/(남일면)양지리 일부/도하리 일부, 모산리 일부/나제리 일부/고현리 일부/남포리 일부/(상서면)부동 일부/정동리 일부 | 김제군 성덕면 | 김제시 성덕면 | 남포리, 성덕리                 |
| 만경군 북일도면(北一道面) 대청리/소청리/농하리/신기리/청운리/대신리 일부/관월리 일부/내신리 일부, 동지산리/갈산리/궁동리/척산리/내신리 일부/내포리 일부/대신리 일부, 장산리/금차리/거산리/공향리 일부/신월리 일부/관월리 일부/(김제군 마천면)거산리 일부/청하리/제상리/신상리 | 김제군 청하면 | 김제시 청하면 | 대청리, 동지산리, 장산리       |
| 만경군 북이도면(北二道面) 송정리/진전리/용전리 일부/진산리 일부/동계리 일부/저산리 일부/(김제군 목연면)신정리 일부, 저성리/저산리 일부/지수리 일부/(북일도면)내포리 일부/(익산군 남이면)황천리 일부 | 김제군 공덕면 | 김제시 공덕면 | 동계리, 저산리                 |
| 만경군 동일도면(東一道面) 반곡리/마현리 일부/남당리 일부/내동리 일부/(북이도면)진산리 일부/(동이도면)공덕리 일부, 내서리/외황리/두동/내동리 일부/(김제군 백석면)상서리 일부/하서리 일부 | 김제군 공덕면 | 김제시 공덕면 | 마현리, 황산리                 |
| 만경군 동이도면(東二道面) 명마리/광동/덕동/송산리/존걸리/공덕리 일부/신흥리 일부/(동일도면)남당리 일부/마현리 일부, 제말리/명천리/신평리/신성리/명령리/상방리/신흥리 일부/과동리 일부/(북일도면)용전리 일부, 회룡리/덕산리/하방리/등용리/과동리 일부/신기리 일부/(북이도면)지수리 일부/(북일도면)중석리/(김제군 마천면)석한리 일부/장천리 일부                                                                             | 김제군 공덕면 | 김제시 공덕면 | 공덕리, 제말리, 회룡리         |

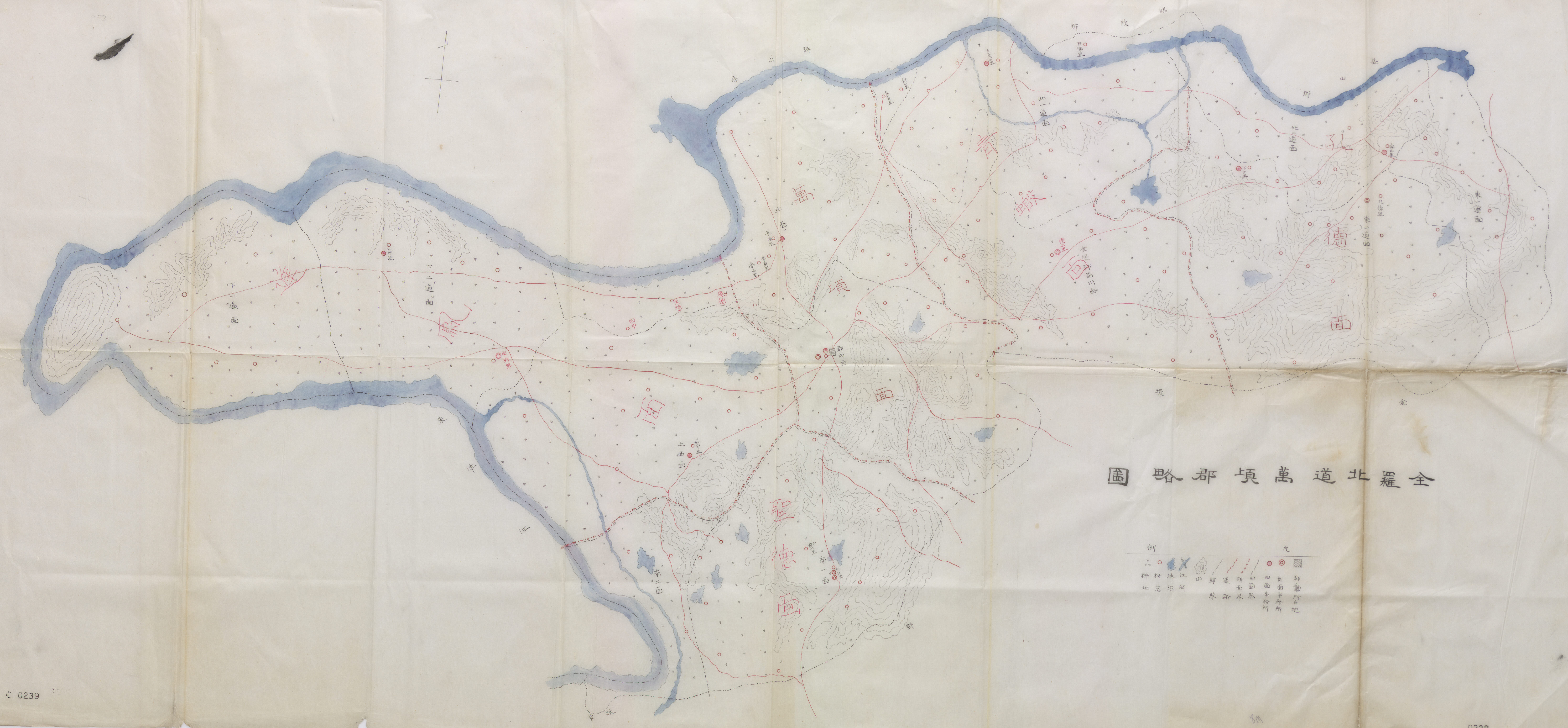
1914년 구 만경 지역 면 폐합도

- 만경면은 1914년 만경군 전역이 김제군에 통폐합되면서 기존 군의 중심지였던 군내면(郡內面)과 북면(北面)을 합하여 군 이름을 따왔다.
- 성덕면은 1914년 남일면과 남이면을 합면, 성덕산의 명칭을 따 성덕면으로 개칭되었다.
- 공덕면은 1914년 동일도면, 동이도면, 북이도면이 합하여 현재의 공덕면이 되었다. "공덕면"이란 이름은 동이도면 공덕리에 있던 공덕지(孔德池)라는 저수지의 이름에서 땄다.
- 청하면은 1914년 북일도면과 김제군 마천면이 합하여 청하산의 이름을 따 김제군 청하면이라는 이름으로 편입되었다.
- 진봉면은 1914년 하일도면, 하이도면, 상서면이 합하여 진봉산의 이름을 따 김제군 진봉면이라는 이름으로 편입되었다.